# Блатска
Блатска (болг. Блатска) — село в Благоевградской области Болгарии. Входит в состав общины Хаджидимово. Находится примерно в 2 км к северо-востоку от центра города Хаджидимово и примерно в 84 км к юго-востоку от центра города Благоевград. По данным переписи населения 2011 года, в селе  проживало 618 человек.

## Население
| Год     | 1934 | 1946 | 1956 | 1965 | 1975 | 1985 | 1992 | 2001 | 2011 |
| ------- | ---- | ---- | ---- | ---- | ---- | ---- | ---- | ---- | ---- |
| Жителей | 489  | 566  | 554  | 704  | 670  | 669  | 723  | 623  | 618  |

| Национальность | Человек | Процент |
| -------------- | ------- | ------- |
| болгары        | 38      | 16,1%   |
| турки          | 195     | 82,63%  |
| Всего ответов  | 236     |         |

|  |